# Ultimate SoundTracker
Ultimate SoundTracker, o SoundTracker in breve, è un software tracker progettato per il Commodore Amiga. Venne creato da Karsten Obarski, un tedesco, sviluppatore di software e compositore di musica presso una compagnia di sviluppo di videogiochi.
SoundTracker venne creato per lo sviluppo di suoni per l'Amiga. Si basa più o meno sulle tecniche usate da Rob Hubbard per il Commodore 64. Il programma permette di usare quattro canali contemporaneamente su tutti i computer Amiga, ma il numero di "sample" (campioni) è limitato a 15 per musica.
SoundTracker venne pubblicato come prodotto commerciale nella metà del 1987. Non riscosse gran successo come software di sviluppo musicale, perché veniva considerato "illogico", "difficile" e "temperamentale"; programmi come Sonix e Deluxe Music Construction Set erano molto più usati. Diventò lo standard per la produzione di suoni sull'Amiga. Il codice sorgente divenne di pubblico dominio; venne modificato, debuggato e diffuso nella scena degli utenti Amiga, parte dei quali formarono la demoscene. Un disco con sample di strumenti (ST-01) venne distribuito assieme al programma.
Nel 1989 due programmatori svedesi, Pex "Mahoney" Tufvesson e Anders "Kaktus" Berkeman, riuscirono a risolvere alcuni bug e problemi del programma, creando una nuova versione chiamata NoiseTracker, che permette di usare 32 strumenti. Versioni successive del programma iniziarono a usare il formato MOD, capace di contenere sia i sample che le tracce in un unico file. Queste versioni erano incompatibili con Amiga OS 2.0, e causavano dei blocchi improvvisi.
ProTracker fu un altro successore pubblicato nel 1991, che risolse i problemi di stabilità e aggiunse altre modifiche all'interfaccia.